# Верльский триптих
Верльский триптих, или триптих Генриха фон Верля (фр. Le Triptyque de Werl) — алтарный образ-триптих, созданный в 1438 году в Кёльне. Центральная часть утрачена. Две оставшиеся створки ныне находятся в музее Прадо в Мадриде. Долгое время произведение приписывали анонимному Флемальскому мастеру, которым, как полагают, был Робер Кампен, хотя такая атрибуция не является общепринятой. Некоторые историки искусства считают, что триптих мог быть написан в качестве подражания или копирования работы мастерской Кампена или мастера Флемаля.
На правой створке изображена сидящая благочестивая святая Варвара, погружённая в чтение священной книги перед камином, освещающим комнату золотистым сиянием. На левой створке имеется портрет заказчика алтаря Генриха фон Верля. Из надписи на створке становится известно, что панели были заказаны в 1438 году Генрихом фон Верлем, губернатором Кёльна. Он изображён коленопреклонённым в молитве рядом со святым Иоанном Крестителем, обращённым к сцене молитвы в центре панели, которая не сохранилась.

## Проблемы атрибуции
Ранее Верльский триптих связывали либо с учеником Кампена, Рогиром ван дер Вейденом, либо с мастерской ван дер Вейдена. Однако обнаружение подготовительных рисунков как на этой работе, так и на алтаре Мероде заставляет большинство специалистов полагать, что они принадлежат одному и тому же художнику. Э. Панофский (1953) и Шатле (1996) отнесли эту работу к позднему периоду творчества Робера Кампена, хотя ряд других, включая Кемпердика (1997), Турлеманна (2003) и Сандерса (2009), продолжают спорить об авторстве ван дер Вейдена или его окружения. Это мнение по-прежнему разделяет меньшинство, сотрудники музея Прадо его не разделяют; по словам Тилля-Хольгера Борхерта, «стиль фигуры, который... несовместим со стилем Рогира, свидетельствует против этого» .

## Композицияисимволика
Несмотря на то, что центральная панель утрачена, и не сохранилось ни копий, ни инвентарных записей, ни описаний, существует предположение, что на ней была изображена та же комната, в которой представлена Святая Варвара на правой створке. Это доказывается резким обрывом линий балок крыши и оконных рам, а также с направлением падающего света. Центральная панель, возможно, служила фоном для композиции «Дева среди девственниц». Учитывая, что до середины века не сохранилось никаких свидетельств влияния триптиха на кёльнское искусство, вероятно, до этого времени триптих находился либо в частном помещении, либо в недоступном месте в церкви, достаточно большом, чтобы вместить несколько алтарных образов.
Левая створка содержит портреты Генриха фон Верля и Святого Иоанна Крестителя. Имя донатора, Генриха фон Верля, указано в латинской надписи на левой створке, которая переводится как: «В год 1438 министр Генрих фон Верль, магистр Кёльна, повелел написать этот образ» (Anno milleno c quater x ter et octo. hic fecit effigiem ... depingi minister hinricus Werlis magister coloniensis). Фон Верль был членом ордена миноритов (ныне францисканского ордена) в Оснабрюке. В 1430 году он переехал в Кёльн, чтобы учиться в университете, где в 1435 году получил степень магистра, будучи ранее назначенным провинциалом Кёльнской провинции. Вероятно, он заказал эту работу для церкви миноритов в Кёльне. Он умер в отставке в Оснабрюке в 1463 году.
К началу 1430-х годов Кампен находился под влиянием творчества Яна ван Эйка, и эта створка обязана ему многими вещами: падением света, чёткими деталями и, особенно, выпуклым зеркалом на среднем плане, которое отражает всю сцену, что является прямой отсылкой к картине ван Эйка «Портрет четы Арнольфини» 1434 года. Надпись на этой створке позволяет идентифицировать как дарителя, так и дату создания произведения.

## Иконография
- Ян ван Эйк. Благовещение. Между 1434 и 1436. Холст, масло (переведено с дерева). Национальная галерея искусства, Вашингтон
- Робер Кампен. Левая створка Верльского триптиха
- Деталь картины Яна ван Эйка «Портрет четы Арнольфини» (1434), изображающая выпуклое зеркало, расположенное на стене позади пары
- Деталь левой створки Верльского триптиха, написанного четырьмя годами позднее
- Робер Кампен. Правая створка Верльского триптиха
- Рогир ван дер Вейден. Читающая Мария Магдалина. 1435. Дерево, масло. Лондонская национальная галерея